# Mohammed Jabbar Shwkan
Mohammed Jabbar Shwkan Al-Mayyahi (Bassora, 21 maggio 1993) è un calciatore iracheno, attaccante dell'Al-Mina'a.

## Carriera

### Club
Gioca nella massima serie irachena.

### Nazionale
Nel 2012 ha partecipato al campionato asiatico Under-19, nel quale ha segnato 2 reti in 5 presenze. Nel 2013 partecipa al Campionato mondiale di calcio Under-20 2013, nel quale gioca 4 partite senza mai segnare.
Ha esordito con la Nazionale irachena il 24 luglio 2016 nell'amichevole Uzbekistan-Iraq (2-1).